# Хелманд (река)
Хелманд или Хилменд (на дари: هلمند; на пущунски: هلمند; на персийски: هيرمند) е голяма река в Афганистан и Иран. Дължината ѝ е 1150 km, което я прави най-дългата река в Афганистан. Извира от хребета Кох-и Баба, съставна част на Средноафганските планини. Водосборен басейн около 500 хил. km².
Река Хелманд води началото си от южния склон на хребета Кох-и Баба, най-високата част на Средноафганските планини, на 4376 m н.в., на около 40 km западно от столицата Кабул В горното и средното си течение тече в югозападно направление между хребетите на Средноафганските планини. На около 40 km преди град Гиришк излиза от тях и навлиза в пустинни територии между пустинята Дащ-е Марго на север и пустините Регистан на югоизток и Гармсер на юг. В долното си течение завива на запад, а след това на север. При навлизането си на иранска територия образува обширна делта, ръкавите на която са подложени на чести премествания и на около 15 km северозападно от иранския град Забол се влива във временното езеро Хамун. Основните си притоци получава в Средноафганските планини, като по-големите са: леви – Навай-и Батур, Тарин, Аргандаб (най-голям); десни – Шахристан, Мусакала, Наузад. Подхранва се предимно от топенето на снеговете и ледовете в Средноафганските планини. Има ясно изразено пролетно-лятно пълноводие и зимно маловодие, прекъсвано понякога от повишаване на нивото ѝ в резултат на епизодични затопляния. Средногодишен отток 400 – 500 m³/s, при пълноводие – 1500 – 2000 m³/s, максимален над 15 000 m³/s, през зимата – 50 – 60 m³/s. В средното си и долното си течение се използва за напояване на земите между пустините Регистан и Дащ-е Марго. Макар натрупването на минерални соли да е намалило пригодността ѝ за напояване, в голяма част от течението си тя е сладководна. Районът на делтата на реката е гъсто населен. По ръкавите ѝ са построени няколко язовира, най-голям от които е Систанският. Счита се за една от най-важните реки в страната.